# Coppa Ciano 1932
Coppa Ciano 1932 je bila devetnajsta neprvenstvena dirka v sezoni Velikih nagrad 1932. Odvijala se je 31. julija 1932 v italijanskem kraju Montenero pri mestu Livorno.

## Rezultati

### Dirka
| Poz | Št | Dirkač              | Moštvo                 | Dirkalnik          | Krogi | Čas/Odstop | Št. m. |
| --- | -- | ------------------- | ---------------------- | ------------------ | ----- | ---------- | ------ |
| 1   | 30 | Tazio Nuvolari      | Alfa Corse             | Alfa Romeo P3      | 10    | 2:18:19.4  | 11     |
| 2   | 36 | Baconin Borzacchini | Alfa Corse             | Alfa Romeo P3      | 10    | 2:18:45    | 14     |
| 3   | 26 | Giuseppe Campari    | Alfa Corse             | Alfa Romeo P3      | 10    | 2:20:38    | 10     |
| 4   | 4  | Achille Varzi       | Automobiles E. Bugatti | Bugatti T51        | 10    | 2:20:52    | 2      |
| 5   | 34 | Piero Taruffi       | Scuderia Ferrari       | Alfa Romeo Monza   | 10    | 2:24:30    | 13     |
| 6   | 42 | Pietro Ghersi       | Scuderia Ferrari       | Alfa Romeo Monza   | 10    | 2:24:55    | 16     |
| 7   | 46 | Antonio Brivio      | Scuderia Ferrari       | Alfa Romeo Monza   | 10    | 2:24:56    | 18     |
| 8   | 44 | Guido d'Ippolito    | Scuderia Ferrari       | Alfa Romeo Monza   | 10    | 2:27:44    | 17     |
| 9   | 16 | Renato Balestrero   | Privatnik              | Alfa Romeo Monza   | 10    | 2:38:57    | 8      |
| 10  | 10 | Luigi Castelbarco   | Privatnik              | Maserati 26M       | 10    | 2:39:45    | 5      |
| 11  | 6  | Silvio Rondina      | Privatnik              | O.M. 665           | 9     | +1 krog    | 3      |
| 12  | 2  | Secondo Corsi       | Privatnik              | Maserati 26        | 9     | +1 krog    | 1      |
| Ods | 12 | Eugenio Fontana     | Privatnik              | Alfa Romeo Monza   | 6     |            | 6      |
| Ods | 18 | Carlo Gazzabini     | Privatnik              | Alfa Romeo Monza   |       |            | 9      |
| Ods | 32 | Carlo Gazzanigo     | Privatnik              | Bugatti T35B       |       |            | 12     |
| Ods | 52 | Ferdinando Barbieri | Privatnik              | Maserati 26        |       |            | 20     |
| Ods | 14 | Vittoria Orsini     | Privatnik              | Maserati 26        |       |            | 7      |
| Ods | 8  | Clemente Biondetti  | Privatnik              | MB-Maserati        |       |            | 4      |
| Ods | 40 | Edmond Villars      | Privatnik              | Alfa Romeo 6C-1750 |       |            | 15     |
| Ods | 50 | Luigi Premoli       | Privatnik              | MBP-Maserati       | 0     | Trčenje    | 19     |